# Чэнь Юэлин
Чэнь Юэли́н (кит. упр. 陈跃玲, пиньинь Chén Yuèlíng; род. 1 апреля 1968) — китайская и американская легкоатлетка, олимпийская чемпионка 1992 года в спортивной ходьбе на 10 км.
Чэнь Юэлин родилась в 1968 году в Телине провинции Ляонин. В 1985 году вошла в легкоатлетическую сборную провинции Ляонин, где тренировалась под руководством Ван Куя, в следующем году вошла в национальную сборную по лёгкой атлетике.
В 1989 году на чемпионате Азии по лёгкой атлетике Чэнь Юэлин завоевала золотую медаль по спортивной ходьбе на 10 км; в том же году она приняла участие в Кубке мира по спортивной ходьбе, но финишировала пятой. В 1990 году она завоевала золотую медаль на Азиатских играх в Пекине, а в 1991 году заняла второе место на Универсиаде. В 1992 году на Олимпийских играх в Барселоне Чэнь Юэлин завоевала золотую медаль в спортивной ходьбе на 10 км.
В 1994 году Чэнь Юэлин эмигрировала в США. В составе сборной США она участвовала в 2000 году в Олимпийских играх в Сиднее, но там финишировала лишь 38-й.
В настоящее время Чэнь Юэлин занимается бизнесом.